# Our Modern Maidens
Our Modern Maidens is een Amerikaanse dramafilm uit 1929 onder regie van Jack Conway. Destijds werd de film in Nederland uitgebracht onder de titel De wonderlijke bruid.

## Verhaal
Billie Brown zal zeer spoedig trouwen met Gil Jordan, maar ze zijn allebei verliefd op andere mensen. Billie gooit haar charmes in de strijd bij Glenn Abbott, die de mogelijkheid heeft Gil een baan te geven. In eerste instantie doet ze het ook enkel om die reden, maar al vlug ontdekt ze dat ze verliefd is geworden op de man. De zaken worden erg ingewikkeld, wanneer Glenn erachter komt dat Billie verloofd is met Gil en denkt dat Billie helemaal niets voor hem voelt. Gil wordt intussen verliefd op Kentucky Strafford, de beste vriendin van Billie.

## Rolverdeling
| Acteur                | Personage          |
| --------------------- | ------------------ |
| Joan Crawford         | Billie Brown       |
| Rod La Rocque         | Glenn Abbott       |
| Douglas Fairbanks jr. | Gil Jordan         |
| Anita Page            | Kentucky Strafford |
| Edward J. Nugent      | Reg                |
| Josephine Dunn        | Ginger             |
| Albert Gran           | B. Bickering Brown |